# Alberto Viviani
Alberto Viviani (Firenze, 11 luglio 1894 – Firenze, 21 febbraio 1970) è stato uno scrittore, poeta e giornalista italiano.

## Biografia
Nato da Alfredo e da Emilia Meucci a Firenze, in via dei Cappuccini 21; futurista della prima ora, presentato da F. T. Marinetti come "il più giovane poeta futurista", partecipò al movimento d'avanguardia collaborando con la rivista Lacerba.
Tra il 1910 e il 1911 fece parte del cenacolo letterario della «Difesa dell'arte», a Firenze, con Mario Carli ed Emilio Settimelli.
Partecipò alla prima guerra mondiale in qualità di ufficiale dei mitraglieri, rimanendo mutilato.
Collaborò con varie riviste, italiane e straniere, come La Riviera ligure, Diana, Cronache letterarie, Themis (Barcellona), Soi-même (Parigi), La Lettura, L'Epoca, Cronache marittime, Quadrivio, Meridiano di Roma, Sipario.
Inoltre, nel 1934 scrisse la biografia di Giovanni Papini utilizzando lo pseudonimo Gianfalco da cui il titolo. Quest'opera è importantissima, infatti, è probabilmente il suo testo tecnicamente più importante e uno dei più venduti, tant'è che è tuttora in vendita. 
Nel 1941 fu nominato per «chiara fama» titolare della cattedra di letteratura italiana nell'Accademia di belle arti di Roma.

## Onorificenze e premi
- 1939 - Premio Fusinato.
- 1940 - Premio dell'Accademia d'Italia (Fondazione Volta).[3]
- 1961-1963 - Premio della Cultura da parte della Presidenza del Consiglio dei Ministri.[7]
- 1962 - Premio Tarquinia-Cardarelli.[8]

## Opere
- Alberto Viviani, La vita lontana, Torino, Lattes, 1919.
- Alberto Viviani, Il libro delle stelle, Torino, Paravia, 1921.
- Alberto Viviani, Eroica del Mare, Firenze, Bemporad e Figlio, 1928.
- Alberto Viviani, Ho incontrato Manon, Milano, Ceschina, 1929.
- Alberto Viviani, Giubbe rosse: (1913-1914-1915), Firenze, Barbera, 1933.
- Alberto Viviani, Gianfalco, Firenze, Barbera, 1934.
- Alberto Viviani, Cesare Augusto, Firenze, Vallecchi, 1935.
- Alberto Viviani, Giacomo Leopardi, Roma, A. F. Formiggini, 1937.
- Alberto Viviani, Novità dell'oltremondo, Firenze, Vallecchi, 1938.
- Alberto Viviani, Poesie: 1935-1946, Firenze, Barbera, 1946.